# Sphecodes assamensis
Sphecodes assamensis är en biart som beskrevs av Blüthgen 1927. Sphecodes assamensis ingår i släktet blodbin, och familjen vägbin. Inga underarter finns listade i Catalogue of Life.